# Qal'at Ja'bar
Qal'at Ja'bar (tiếng Ả Rập: قلعة جعبر, tiếng Thổ Nhĩ Kỳ: Caber Kalesi) là một lâu đài ở bờ trái của hồ Assad ở tỉnh Raqqa, Syria. Địa điểm của nó, trước đây là một đỉnh đồi nổi bật nhìn ra Thung lũng Euphrates, giờ là một hòn đảo ở hồ Assad chỉ có thể đến được bằng một đường đắp cao nhân tạo. Mặc dù đỉnh đồi mà lâu đài nằm có thể đã được củng cố vào thế kỷ thứ 7, nhưng các cấu trúc hiện tại chủ yếu là công trình của Nur ad-Din Zangi, người đã xây dựng lại lâu đài từ năm 1168 trở đi. Từ năm 1965, một số cuộc khai quật đã được thực hiện trong và xung quanh lâu đài, cũng như các công trình phục hồi của các bức tường và tháp. Lâu đài là một vùng đất nằm lọt giữa của Thổ Nhĩ Kỳ từ năm 1921 đến năm 1973.

## Lịch sử

### Trước lâu đài
Người ta không được biết chính xác thời điểm nào đỉnh đồi của Qal'at Ja'bar lần đầu tiên có pháo đài. Địa điểm này đã được biết đến là "Dawsar" vào thời tiền Hồi giáo và nằm dọc theo tuyến đường nối Raqqa với phía tây.